# Ливенцов, Алексей Вячеславович
Алексей Вячеславович Ливенцов (род. 2 ноября 1981 года в Рязани) — российский спортсмен, игрок в настольный теннис. Трёхкратный бронзовый призёр чемпионатов Европы. Чемпион России в одиночном разряде, неоднократный чемпион России в команде, семикратный чемпион России в парном разряде и пятикратный чемпион России в миксте. Мастер спорта России международного класса.
Правша, играет в комбинационном стиле с нацеленностью на контратаку. В парном разряде, в котором Алексей Ливенцов достиг наибольших успехов, выступает, как правило,  в роли разыгрывающего, благодаря хорошему владению разнообразными приёмами в виде скидок и обводящих ударов. Алексей Ливенцов спонсируется фирмой «Butterfly», использует основание Butterfly Petr Korbel, накладки Butterfly Tenergy (справа Tenergy 05, слева Tenergy 80).
Самой высокой позицией в мировом рейтинге ITTF было 54-е место в марте 2015 года.

## Биография
В настольный теннис начал играть в возрасте 7 лет, записавшись в секцию в школе. Первый тренер — Игорь Николаевич Микрюков. Мастером спорта стал в 14 лет. В 2014 году Алексею Ливенцову присвоено звание мастера спорта России международного класса.
В 2005 году Алексей Ливенцов окончил Российский государственный университет физической культуры, спорта, молодёжи и туризма (кафедра теории и методики индивидуально-игровых видов спорта, специализация «настольный теннис»).
Алексей Ливенцов женат на российской теннисистке Юлии Прохоровой. 21 января 2012 года у Юлии Прохоровой и Алексея Ливенцова родился сын Егор.

## Спортивные достижения

### Чемпионаты Европы
Две бронзовые медали европейских чемпионатов Алексей Ливенцов завоевал в парном разряде в 2011 и 2012 годах, выступая вместе с Михаилом Пайковым. Третья бронзовая медаль чемпионата Европы была заработана Алексеем Ливенцовым в 2013 году в командном разряде в составе сборной России вместе с Александром Шибаевым, Алексеем Смирновым, Кириллом Скачковым и Григорием Власовым.

### Чемпионаты России
В 2017 году выиграл первенство России в одиночном разряде. Семь раз становился чемпионом России в парном разряде, один раз в паре с Вильданом Гадиевым (2020), дважды в паре с Игорем Рубцовым (2006, 2007) и четыре раза — с Михаилом Пайковым (2011, 2012, 2016, 2018). Пятикратный чемпион России в миксте: в паре с Анастасией Вороновой первенствовал на чемпионатах России в 2004 и в 2005 году, вместе с Юлией Прохоровой был первым в 2016, 2020 и 2021 годах. Неоднократно становился чемпионом России в составе команды Москвы, шестикратным чемпионом которой он является. Трёхкратный серебряный призёр чемпионатов России в личном разряде (2003, 2004, 2014). Всего по данным на 2014 год на счету Алексея Ливенцова было 32 медали чемпионатов России (15 золотых, 9 серебряных, 8 бронзовых).
| Разряды | Одиночный | Парный  | Микст   | Командный |
| ------- | --------- | ------- | ------- | --------- |
| 2000    | 8         |         |         | Золото    |
| 2001    | 13        | Бронза  | Серебро | Золото    |
| 2002    | 14        |         | Бронза  | Бронза    |
| 2003    | Серебро   | Бронза  |         | Золото    |
| 2004    | Серебро   | Бронза  | Золото  | Золото    |
| 2005    | 17        | Серебро | Золото  | Золото    |
| 2006    | 5         | Золото  | Серебро | Золото    |
| 2007    | 6         | Золото  | Бронза  | Золото    |
| 2008    | 9         |         |         | Серебро   |
| 2009    | 22        |         | Серебро | Серебро   |
| 2010    | 4         |         |         |           |
| 2011    | 7         | Золото  | Серебро |           |
| 2012    |           | Золото  |         | Золото    |
| 2013    | 9         | Бронза  |         | Золото    |
| 2014    | Серебро   |         |         | Золото    |
| 2015    | Бронза    | Бронза  |         | Серебро   |
| 2016    | 9—16      | Золото  | Золото  | Бронза    |
| 2017    | Золото    | 5—8     |         | Золото    |
| 2018    | 5—8       | Золото  |         | Бронза    |
| 2020    | 9—16      | Золото  | Золото  | Бронза    |
| 2021    |           |         | Золото  | Золото    |
| 2022    | Бронза    | Бронза  |         | Золото    |

### Мировой тур ITTF

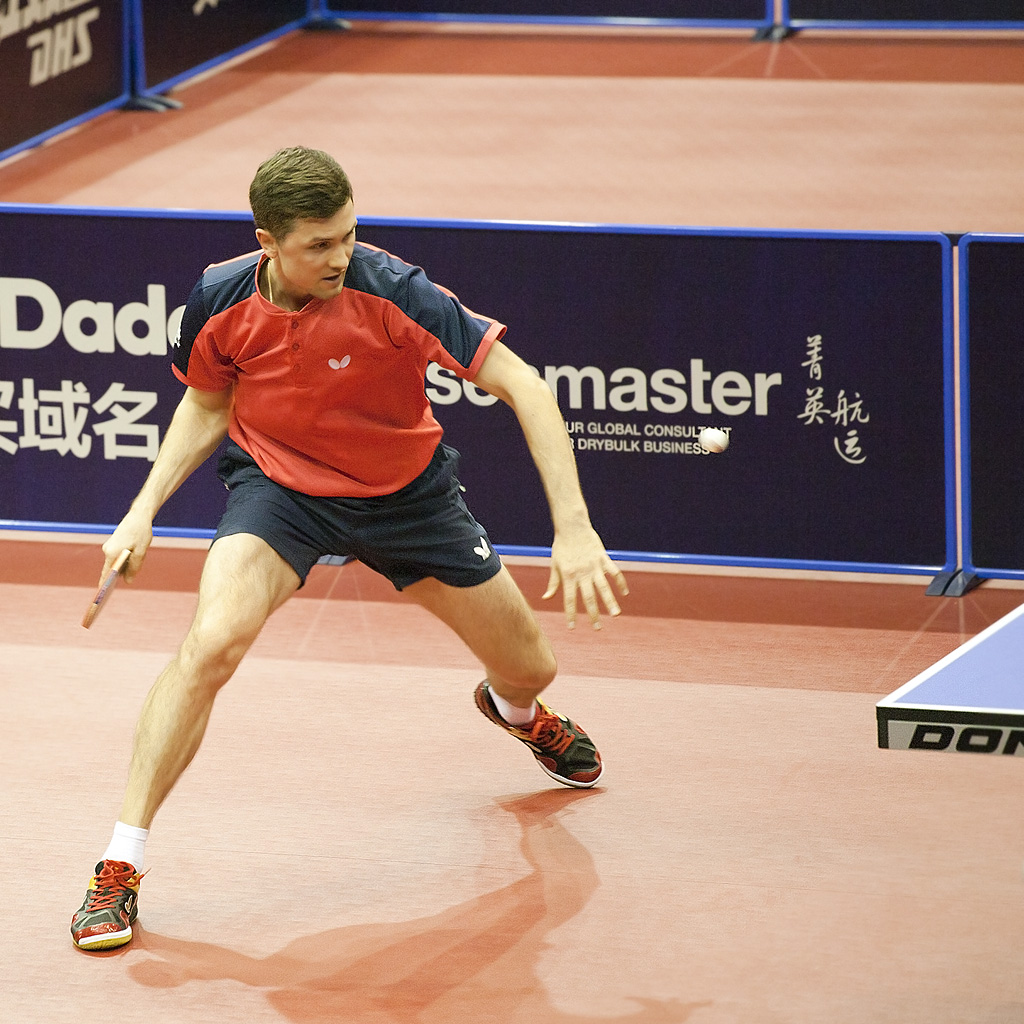
ITTF World Tour 2017, German Open, Алексей Ливенцов

В 2013 году вместе c Михаилом Пайковым стал победителем этапа Мирового тура «Russia Open» в Екатеринбурге в парном разряде. В 2014 году пара Ливенцов-Пайков заняла третье место в Гранд-финале Мирового тура ITTF, проходившего в Бангкоке (Таиланд). В 2016 году Ливенцов с Пайковым выиграли парные турниры на этапах Мирового тура в Болгарии и Бельгии.

### В юниорах
В 1996 году стал обладателем двух золотых наград юношеского первенства Европы: в команде и парном разряде.

## Клубная карьера
Выступал за следующие клубы: «СпортАкадемКлуб» (Москва), «Норд» (Донецк), «ТНК-BP» (Сорочинск), «Виктория» (Москва), «Камдор» (Казань), «Магистраль» (Москва), «Спарта энд К» (Видное). В настоящее время выступает за оренбуржский клуб «Факел-Газпром». В составе ТНК-ВР становился чемпионом в клубном чемпионате России 2007 года.